# Флаг Нашвилла
Флаг Нашвилла — официальный символ города Нашвилл штата Теннесси Соединённых Штатов Америки. Принят в декабре 1963 года, когда объединились правительства Нашвилла и округа Дейвидсон.
Представляет собой полотнище синего цвета с белым кругом, внутри которого изображена печать города. У древка справа расположена золотистая полоса с белой каймой. Печать изображает индейца, который стоит рядом с плантацией табака и держит череп, и орла, заключённых в щит в виде значка, который оформлен по образу американского флага. Синий цвет символизирует мужество и уверенность глав города на протяжении истории, золотой — богатство городской земли и его ресурсы.
В 2004 году Североамериканская вексиллологическая ассоциация поставила флаг Нашвилла на 43-е место в списке 150 лучших флагов городов США. Организация отметила печать на флаге, из-за которой его становится трудно разглядеть на расстоянии. Также исследователи указали, что золотистая полоса у древка не будет столь функциональной, так как флаги постепенно изнашиваются, а край флага изредка требуется подрезать. Тогдашний мэр Нашвилла Билл Пёрселл так прокомментировал оценку: «Флаги — вещь субъективная. Наш уникальный флаг может не нравиться людям из остальной части страны. Нужно время, чтобы привыкнуть к этому флагу. Существует не так много флагов с черепом на них».